# Teatri di Firenze
I teatri di Firenze attivi e agibili sono oggi poco più di una ventina (ma altrettanti all'incirca sono quelli chiusi o dismessi) e vanno dai teatri storici, templi della musica e della prosa nazionale, alle realtà di quartiere più piccole, dove non è raro incontrare produzioni legate alla secolare tradizione del teatro in vernacolo.
Il principale teatro dedicato alla musica classica e lirico-sinfonica è stato, fino al 2014, il Teatro Comunale, sede della Fondazione Teatro del Maggio Musicale Fiorentino (che ha nelle proprie disponibilità anche il Teatro Goldoni in Oltrarno). Dal 2012 è attivo il Teatro del Maggio Musicale Fiorentino, prima in forma provvisoria, in attesa della fine dei lavori di costruzione, e dal 10 maggio 2014 in modo completo. L'Opera di Firenze prende il posto del Teatro Comunale, che il Comune di Firenze ha posto in vendita e che sarà quindi destinato ad altri usi. Alla musica è votato anche il Teatro Verdi, di proprietà dell'Orchestra regionale toscana, ma mantiene anche il proprio carattere eclettico, come polo privilegiato del teatro musicale e d'intrattenimento, oltre che di prosa. Il principale teatro per la prosa classica è il Teatro della Pergola, oggi fondazione autonoma. Gli altri teatri considerati principali sono il Teatro Puccini con una programmazione eclettica che spazia dal varietà al cabaret, fino al civile e alla musica leggera, il Teatro di Rifredi e il Teatro Cantiere Florida per la contemporaneità e le aperture internazionali (in particolare il primo) e il Teatro di Cestello tra commedia e tradizione con venature off e ampie aperture alle giovani realtà nazionali. 
Firenze vanta il primato italiano di frequenza nelle sale teatrali, con oltre seicentomila biglietti staccati a stagione, a fronte di poco meno di quattrocentomila residenti. Questo dato è tenuto in conto da classifiche come quella del Sole 24 Ore, dove la città figura solitamente ai primi posti in Italia nei campi di spettacolo e divertimenti.

## Lista
| Nome                                               | Inaugurazione | Posti                  | Note | Immagine |
| -------------------------------------------------- | ------------- | ---------------------- | --- | -------- |
| Teatro romano                                      | I secolo d.C. | 15.000                 | Sotto palazzo Vecchio, distrutto |          |
| Anfiteatro romano                                  | 124-130       | 20.000                 | Tra piazza dei Peruzzi, via dei Bentaccordi e via Tòrta, inglobato in edifici medievali |          |
| Teatro di via dell'Acqua                           | 1490 circa    | ?                      | Teatro della Confraternita (poi Accademia) del Vangelista, le rappresentazioni sacre si tenevano nel giardino del convento della Trinità Vecchia fino a tutto il '500 poi, dal 1633, venne ricavato un teatro in muratura all'interno del convento |          |
| Teatrino della Baldracca                           | 1576          |                        | Oggi ospita la biblioteca degli Uffizi |          |
| Teatro Mediceo                                     | 1586          |                        | Negli odierni Uffizi, teatro di impostazione classicista, successivamente smantellato |          |
| Anfiteatro di Boboli                               | 1637          |                        | Usato per eventi speciali ancora oggi |          |
| Teatro Niccolini (Teatro del Cocomero)             | 1648          | 406                    | Il primo teatro "moderno" della città, già teatro stabile. Attualmente chiuso da due decenni. Nel 2006 è stato acquistato dall'editore Mauro Pagliai. L'inaugurazione del nuovo Teatro Niccolini è avvenuta l'8 gennaio 2016 dopo quasi 20 anni di restauro, con uno spettacolo di Paolo Poli, che negli anni '80 ha più volte recitato su questo palco. Attualmente è un centro polivalente. |          |
| Teatro alla Pergola                                | 1656          | 999                    | Il principale teatro attivo a Firenze, tra i più prestigiosi in Italia; primo esempio di teatro all'italiana |          |
| Teatro dei Concordi                                | 1675 circa    | 300 circa              | Chiuso nel 1854 |          |
| Teatro Alfieri                                     | 1740          |                        | Demolito nel 1928 |          |
| Teatro Rinuccini                                   | 1753          |                        | Usato saltuariamente |          |
| Teatro della Piazza vecchia                        | 1759          | ?                      | Oggi trasformato in abitazioni |          |
| Teatro dei Solleciti o Borgognissanti              | 1778          | ?                      | Chiuso nel 1887, ospita oggi la Chiesa Evangelica Battista |          |
| Teatro degli Intrepidi (o Teatro Nuovo)            | 1779          |                        | Smantellato a inizio del Novecento |          |
| Sala del Buonumore (Conservatorio "L. Cherubini")  | 1784          | 120                    | Usato per concerti classici, per lo più dello stesso Conservatorio che lo ospita |          |
| Teatro Nazionale                                   | 1789          |                        | Chiuso |          |
| Saloncino della Pergola                            | 1804          | 324                    | |          |
| Teatro Goldoni                                     | 1817          | 363                    | In uso al Teatro del Maggio Musicale, con programmazione saltuaria |          |
| Saloncino Castinelli (Goldonetta)                  | 1817          | ?                      | Oggi sede di Cango - Cantiere Goldonetta, in gestione alla Compagnia di Virgilio Sieni |          |
| Teatro Diurno o Arena Goldoni                      | 1818          | 1500                   | Smantellato |          |
| Teatro Standish                                    | 1838 circa    |                        | In un palazzo privato |          |
| Teatro Brendel (Teatro dell'Accademia dei Fidenti) | 1850 circa    | ?                      | Chiuso nel 1940 circa è stato recuperato da uno studio di architettura, che ne ha fatto pe run certo tempo la propria sede di rappresentanza. Attualmente in vendita |          |
| Teatro Verdi                                       | 1854          | 1538                   | Già Teatro Pagliano, poi nella seconda metà del XIX sec. fu dedicato a Luigi Cherubini e nel 1901 a Giuseppe Verdi |          |
| Teatro Comunale                                    | 1862          | 1800                   | Già Politeama nonché sede dell'orchestra del Maggio Musicale Fiorentino, ha cessato l'attività a giugno 2014, sostituito dal Teatro del Maggio Musicale Fiorentino |          |
| Teatro Arena Nazionale                             | 1864          |                        | Era uno spazio all'aperto, sul quale venne costruito il Cinema Apollo |          |
| Teatro delle Logge                                 | 1865 circa    |                        | Nella Loggia del Grano, dal 1910 Folies Bergères, poi trasformato nell'ex-Cinema Capitol. Oggi sede di uffici, dopo aver ospitato pe un breve periodo, negli anni Novanta, un centro commerciale. Recentemente ha ospitato gli uffici della Camera di Commercio di Firenze, durante i restauri della storica sede della stessa, dove poi si è ritrasferita.                                   |          |
| Teatro Umberto I                                   | 1869          |                        | Già in piazza d'Azeglio, distrutto |          |
| Teatro dell'Affratellamento                        | 1876          | 160                    | Usato come spazio polivalente |          |
| Teatro Arena San Salvi                             | 1998          | 99 interno 200 esterno | Spazi ristrutturati nell'ex-manicomio V. Chiarugi di Firenze (spazi interni ed esterni) |          |
| Teatro giardino Alhambra                           | 1890          | 10.000                 | Demolito nel 1961. | h        |
| Teatro di Cestello                                 | 1903          | 142                    | Teatro stabile di produzione e ospitalità di spettacoli professionali nazionali |          |
| Teatro di via Laura                                | 1905 circa    | ?                      | Smantellato nel 1959 |          |
| Teatro dell'Istituto Francese                      | 1911          | 99                     | Usato saltuariamente |          |
| Teatro di Rifredi                                  | 1914          | 286                    | |          |
| Teatro Cinema Odeon                                | 1922          | 560                    | |          |
| Teatro del Borgo                                   | 1924          | 110                    | |          |
| Teatro 13                                          | 1931          | 152                    | Pressoché inattivo |          |
| Cinema Teatro Nuovo Sentiero                       | 1933 circa    | 239                    | |          |
| Teatro Puccini                                     | 1940          | 634                    | Teatro di prosa e varietà, ospita anche concerti pop |          |
| Auditorium FLOG                                    | 1945          | 1000                   | Usato per concerti pop/rock |          |
| Teatro Estivo Il Boschetto                         | 1947          | 300                    | Smantellato definitivamente |          |
| Teatro l'Amicizia                                  | 1950 circa    |                        | Demolito |          |
| Teatro dell'Oriuolo                                | 1951          |                        | Demolito. Al suo posto sorgerà una piccola sala polivalente a uso pubblico |          |
| Teatro Everest                                     | 1958          | 240                    | Oggi utilizzato pressoché come cinema parrocchiale di seconda visione |          |
| Teatro Nuovo - Dory Cei                            | 1964          | 170                    | |          |
| Sala Vanni                                         | 1972          | 192                    | |          |
| Teatro Lumière                                     | 1973          | 196                    | Nato come cinema parrocchiale, poi sala polivante del Centro Incontri, assume l'insegna di Teatro Lumière nel 2010, a seguito di una completa ristrutturazione iniziata nel 2006 |          |
| Teatro del Rondò di Bacco                          | 1975          | 96                     | A Palazzo Pitti, usato saltuariamente |          |
| Sala teatro cinema ACLI Ponte a Ema                | 1975 circa    | 120                    | |          |
| Teatro Reims                                       | 1976          | 290                    | Il teatro, che per anni ha ospitato il grande Giovanni Nannini, ha una regolare programmazione teatrale con compagnie locali |          |
| Teatro Tuscanyhall                                 | 1978          | 1700                   | Già Teatro Tenda, Saschall e Obihall. Struttura polivalente: concerti pop/rock, fiere, eventi, teatro |          |
| Piccolo Teatro Comunale (Ridotto)                  | 1983          | 587                    | Demolito |          |
| Teatro Le Laudi                                    | 1983          | 254                    | Immerso nella Firenze ottocentesca dal 1983 ha una regolare programmazione con un stagione di prosa di importanza nazionale |          |
| Teatro della Compagnia                             | 1987          | 500                    | Ospita oggi la Casa del Cinema della Regione Toscana - Sede dei principali Festival Cinematografici della città di Firenze |          |
| Teatro La Fiaba                                    | 1987          | 300                    | Sala polivalente |          |
| Stazione Leopolda Fabbrica Europa                  | 1994          | adattabile             | Struttura polivalente, con anche cartellone teatrale dal 1994 |          |
| Teatro della Limonaia di Villa Strozzi             | 1998          | 380                    | Interno 99 posti, esterno 380 |          |
| Auditorium Clinica Medica                          | 1999          | 140                    | Azienda ospedaliero-universitaria Careggi |          |
| Arena Cinecittà Teatro San Quirico                 | 2000          | 150                    | |          |
| Teatro Cantiere Florida                            | 2002          | 296                    | |          |
| Circolo Teatro del Sale                            | 2003          | 99                     | Ristorante-teatro |          |
| Teatro Auditorium al Duomo                         | 2006          | 275                    | Sala per concerti e conferenze |          |
| Auditorium CTO                                     | 2010          | 570                    | Azienda ospedaliero-universitaria Careggi |          |
| Teatro del Maggio Musicale Fiorentino              | 2011          | 4900                   | Sorto dietro alla Stazione Leopolda è la nuova sede del Maggio Musicale Fiorentino |          |